# Bulgaria en los Juegos Olímpicos de Londres 2012
Bulgaria estuvo representada en los Juegos Olímpicos de Londres 2012 por un total de 63 deportistas que compitieron en 16 deportes. Responsable del equipo olímpico fue el Comité Olímpico Búlgaro, así como las federaciones deportivas nacionales de cada deporte con participación.
El portador de la bandera en la ceremonia de apertura fue el gimnasta Yordan Yovchev.

## Medallistas
El equipo olímpico de Bulgaria obtuvo las siguientes medallas:
| Nombre          | Deporte      | Competición |
| --------------- | ------------ | ----------- |
| Oro             |              |             |
| —               |              |             |
| Plata           |              |             |
| Milka Maneva    | Halterofilia | 63 kg F     |
| Stanka Jristova | Lucha libre  | 72 kg F     |
| Bronce          |              |             |
| Tervel Pulev    | Boxeo        | –91 kg M    |